# Hipòbotes
Els hipòbotes (grec antic: ἱπποβόται, literalment 'criadors de cavalls') eren la classe social dominant de l'antiga polis de Calcis, a l'illa d'Eubea, que conformaven la noblesa local de la ciutat. Era la classe equivalent als hippeis d'altres estats grecs, és a dir, els cavallers, que conformaven les classes socials més altes a cada estat. Segons Aristòtil, solien formar part de l'oligarquia.
Quan Atenes va ocupar Calcis l'any 506 aC, els hipòbotes van ser privats de les seves terres, que van ser lliurades a quatre mil clerucs atenencs, segons Heròdot i Estrabó.